# Auguste-René Dubourg
Auguste-René Dubourg (ur. 1 października 1842 w Loguivy-Plougras, zm. 22 września 1921 w Rennes) – francuski duchowny katolicki, kardynał, arcybiskup Rennes.

## Życiorys
Święcenia kapłańskie przyjął 22 grudnia 1866 roku w Saint-Brieuc. W latach 1866–1893 był kolejno wykładowcą w seminarium duchownym Saint-Brieuc, sekretarzem biskupa, wikariuszem generalnym i wikariuszem kapitulnym. 19 stycznia 1893 roku otrzymał nominację na biskupa Moulins. Sakrę biskupią otrzymał 16 kwietnia 1893 roku w katedrze Saint-Brieuc z rąk bp. Piera-Frédérica Fallièresa biskupa Saint-Brieuc. 6 sierpnia 1906 roku przeniesiony na stolicę metropolitalną w Rennes. Na konsystorzu 4 grudnia 1916 roku papież Benedykt XV wyniósł go do godności kardynalskiej z tytułem kardynała prezbitera S. Balbinae. Zmarł 22 września 1921 roku w Rennes. Pochowano go w archikatedrze metropolitalnej w Rennes.